# HMS Audacity
L'HMS Audacity fu la prima portaerei di scorta in forza alla Royal Navy, durante la seconda guerra mondiale.

## Storia
Nel corso del tempo assunse i nomi di Hannover (1939-40), Sinbad (1940), Empire Audacity (1940-41), HMS Empire Audacity (1941) e infine HMS Audacity (1941).
La nave fu creata nella sua configurazione finale sulla base di un mercantile catturato ai tedeschi nel 1940, lo Hannover. Dopo varie utilizzazioni come cargo, fu deciso di convertirla in una portaerei piccola ed economica destinata alla scorta dei convogli impegnati nella battaglia dell'Atlantico. Le sovrastrutture furono eliminate; non essendo dotata di hangar, gli aerei erano ricoverati sul ponte di volo.
Entrò in servizio con a bordo il No. 802 Squadron della Fleet Air Arm dotato di caccia Martlet e fu assegnata alla scorta di convogli per Gibilterra. In tutta la sua carriera operò di scorta a quattro convogli.

### L'affondamento
La nave fu assegnata alla scorta del Convoglio HG-76 nel dicembre 1941.
Alle 09.10 del 21 dicembre uno degli aerei in missione di pattugliamento avvistò due U-Boot affiancati e uniti da una passerella, forse intenti a fare delle riparazioni, l'aereo attaccò immediatamente ma senza esito e, dopo che i due sommergibili si furono separati e allontanati, fu segnalata la loro posizione alle navi di scorta e iniziarono le ricerche che tuttavia risultarono infruttuose.
Lo Stork, una delle navi di scorta, navigava con difficoltà, dati i danni subiti a causa dello speronamento precedente di un U-Boot, e il sonar aveva smesso di funzionare, mentre a bordo dell'Audacity il capitano MacEndrick chiese senza successo di riavere la corvetta di scorta che gli era stata sottratta per la caccia ai sommergibili; Walker, ottenuta la segnalazione sulla presenza di sommergibili, ritenne di attuare un piano diversivo: organizzare una visibile e rumorosa battaglia fittizia con alcune unità, allo scopo di attirare i sommergibili e permettere al convoglio di proseguire indisturbato. La diversione ebbe inizio alle 20.00 ma nelle vicinanze del convoglio venne a trovarsi senza essere stato avvistato l'U-567, un sommergibile di Tipo VII comandato dal capitano Engelbert Endrass, che alle 20.32 silurò il cargo norvegese Annavore, di 8.324 tonnellate, affondandolo.
Le navi di scorta iniziarono immediatamente a dare la caccia al sommergibile, che però riuscì ad allontanarsi; contemporaneamente comparve un altro "lupo", l'U-751, un U-Boot Tipo VII comandato dal capitano Gerhard Bigalk, che dal primo pomeriggio aveva iniziato a seguire il convoglio. L'U-751 si trovò nelle vicinanze di quella che credeva una grossa petroliera, ma i lampi delle esplosioni illuminarono la Audacity, che fu silurata una prima volta alle 20.35 e una seconda subito dopo affondando rapidamente; a nulla valsero le richieste di soccorso inviate da MacEndrick in quanto le unità di scorta si erano allontanate per la diversione e, una volta giunta la corvetta Pentsemon, essa iniziò le operazioni di recupero dei naufraghi ma, a causa delle condizioni del mare, non fu possibile salvare il comandante.